# Januari 1999
Dit artikel geeft een chronologisch overzicht van alle belangrijke gebeurtenissen per dag in de maand januari van het jaar 1999.

## Gebeurtenissen

### 1 januari
- De euro wordt giraal ingevoerd. Een euro wordt 2,20371 gulden of 40,3399 Belgische frank waard.
- Elke Belg is verplicht een eigen SIS-kaart op zak te hebben.

### 2 januari
- Juan José Ibarretxe wordt beëdigd tot Baskisch minister-president.

### 3 januari
- De NASA lanceert een Delta II vanaf Cape Canaveral met aan boord de onbemande Mars Polar Lander, die op Mars op zoek moet gaan naar water (ijs).
- In de Koraal Specht-gevangenis bij Willemstad op Curaçao breken opnieuw onlusten uit. Een groep van vijftien gedetineerden weigert na het luchten terug te keren naar de cellen.
- Paul van Buitenen, ambtenaar bij de Europese financiële controledienst, wordt door de Europese Commissie geschorst. Hij brengt de Europese commissarissen Édith Cresson en Manuel Marin in opspraak.
- Frits Hirschland, manager van popgroepen en platenproducer, overlijdt op 50-jarige leeftijd.
- De Pakistaanse premier Nawaz Sharif ontsnapt aan een aanslag. Drie voorbijgangers en een politieman komen om het leven als een bom ontploft bij een brug.
- In de Indonesische provincie Atjeh vallen zes doden tijdens rellen in Kadang, een dorp in de omgeving van de industriestad Lhokseumawe.

### 4 januari
- De voorzitter van de wereldvoetbalbond Sepp Blatter herhaalt in een door de FIFA verspreid communiqué dat het toernooi om de wereldtitel voortaan om de twee jaar gehouden zou moeten worden.
- In de Pakistaanse provincie Punjab vallen bij een schietpartij minimaal zeventien moslimdoden in een moskee, onder wie drie kinderen. De daders zijn onbekend.[1]

### 5 januari
- Apple brengt de Power Macintosh G3 uit.
- Er wordt bekendgemaakt dat Noord-Koreaanse filmster Kim Hye-young in augustus naar Zuid-Korea is gevlucht. Volgens het Zuid-Koreaanse ministerie van Hereniging is ze de eerste bekende actrice die overloopt.[2]

### 6 januari
- Het Amerikaans Congres opent het impeachmentproces tegen president Bill Clinton.

### 7 januari
- Een rechter in Marbella laat burgemeester Jesus Gil y Gil arresteren wegens verduistering en valsheid in geschrifte. Met de malversaties van de 65-jarige voorzitter van de voetbalclub Atlético Madrid zou een bedrag van 6,5 miljoen gulden zijn gemoeid.
- President Ahmad Tejan Kabbah van Sierra Leone claimt met de gevangen rebellenleider Foday Sankoh een wapenstilstand van een week te zijn overeengekomen.
- De ondernemingskamer van de rechtbank bepaalt dat het Gemeentevervoerbedrijf (GVB) in Amsterdam uitzendkrachten mag inzetten voor kaartcontrole in tram en metro.

### 8 januari
- Het financieel en sociaal statuut van de reservetroepen van het Belgische leger worden goedgekeurd door de regering-Dehaene. In de reservetroepen worden dienstplichtigen vervangen door vrijwilligers.
- Minister-president Wim Kok verwerpt het voorstel van VNO-NCW-voorzitter Hans Blankert om de hoogte en de duur van de WAO-uitkeringen aan te tasten.
- In het zuiden van de Servische provincie Kosovo doden Albanezen drie Servische politie-agenten. In het noorden worden acht Servische soldaten gegijzeld.

### 9 januari
- In Gent treden Massimiliano Secco d'Aragona (31) en Catharina von Habsburg (26) in het huwelijk. Bijna duizend gasten uit de hele Europese adel wonen de plechtigheid bij.
- De Bosniër Dragan Gagovic (38), die van oorlogsmisdaden wordt verdacht, wordt door Franse troepen van de Navomacht SFOR neergeschoten. Hij overlijdt later aan zijn verwondingen.

### 10 januari
- Darter Raymond van Barneveld wint in Frimley Green zijn tweede Embassy (later Lakeside), het wereldkampioenschap darts van de British Darts Organisation.
- Twee meisjes komen om als drie mannen twaalf kogels afvuren op de deur van Café Bacchus in Gorinchem.
- De Belgische veldrijder Marc Janssens prolongeert in Soumagne zijn nationale titel. Hij versloeg in een eindsprint Mario De Clercq en Sven Nijs.

### 11 januari
- Ronald Naar en Coen Hofstede bereiken de geografische Zuidpool. Ze zijn de eerste Nederlanders die deze prestatie op eigen kracht over land leveren.
- De Nederlandse oud-voetballer Johan Cruijff wordt door sportjournalisten en voetbalkenners uitgeroepen tot Voetballer van de Eeuw, tijdens een verkiezing die georganiseerd is door de Internationale Federatie voor Voetbalgeschiedenis en -Statistieken.[3]

### 12 januari
- Albanese guerrillastrijders van het Kosovo Bevrijdingsleger (UÇK) laten de acht gegijzelde Servische soldaten op korte termijn vrij. Dat komen zij overeen met waarnemers van de Organisatie voor Veiligheid en Samenwerking in Europa (OVSE).
- Amerikaanse gevechtsvliegtuigen bestoken een Noord-Iraakse radarinstallatie, die als dreiging werd beschouwd. Volgens de Amerikanen schond het Iraakse leger die dag meermaals de no-flyzone in Zuid-Irak.[4]

### 13 januari
- Bij het Duitse Hohenbusch stort een tankvliegtuig neer. Het toestel was onderdeel van de Amerikaanse luchtmacht en had als bestemming de militaire vliegbasis bij Gielenkirchen.[5]
- Michael Jordan verklaart op een persconferentie in Chicago te stoppen als basketballer.
- Het Amerikaanse Lucent Technologies, dat vooral sterk is in het bouwen van telefooncentrales, neemt Ascend Communications over voor ongeveer 20 miljard dollar.
- Dominique Van Roost wordt in België uitgeroepen tot 'Sportpersoonlijkheid van het jaar 1998'.

### 14 januari
- De Europese Commissie komt gehavend uit een vertrouwensstemming in het Europees Parlement, gehouden omwille van het in opspraak komen van de commissarissen Édith Cresson en Manuel Marin. Men besluit een 'Comité van Wijzen' op te richten.
- Bij een bankoverval op een grenswisselkantoor in Kerkrade wordt een klant enige tijd gegijzeld. Het komt tot schotenwisselingen tussen de overvallers en de politie.

### 15 januari
- Servische ordetroepen vermoorden 45 burgers, onder wie twee vrouwen en een kind van 12 jaar, in het Kosovaarse dorp Racak.
- Duitsland bevestigt een overeenkomst met de Verenigde Staten over het betalen van schadevergoedingen aan Amerikaanse slachtoffers van de nazi's.

### 16 januari
- De politiebonden en minister Bram Peper van Binnenlandse Zaken sluiten na achttien uur onderhandelen een nieuwe, tweejarige CAO af. De meeste agenten gaan er 5 procent op vooruit, maar voor sommigen kan het oplopen tot meer dan 7 procent.
- Edwin Kempes bereikt het hoofdtoernooi van de Australian Open. De Nederlandse tennisser plaatst zich door in de derde ronde van de kwalificaties de Amerikaan Doug Flach in drie sets te verslaan: 6-2, 6-7, 6-1.

### 17 januari
- Turkijes nieuwe regering, een minderheidskabinet van premier Bülent Ecevit, wordt aangesteld met 306 tegen 188 stemmen.[6]

### 18 januari
- Brazilië besluit om de koers van zijn munteenheid, de Braziliaanse real, te laten zweven ten opzichte van de dollar.[7]

### 19 januari
- In Roemenië houden 15 duizend mijnwerkers uit Petrosani een protestmars richting Boekarest omdat ze 35 procent loonsverhoging willen. Ook eisen ze dat mijnen openblijven die de regering wil sluiten.

### 20 januari
- De Amerikaanse minister van Defensie William Cohen kondigt een raketverdedigingsprogramma aan van miljarden dollars. Het is bedoeld als bescherming tegen kleinere rogue states (schurkenstaten).[8]
- Auto- en vliegtuigconcern DaimlerChrysler wordt volledig eigenaar van Adtranz, de grootste producent van spoorwegmaterieel ter wereld.

### 21 januari
- Leefbaar Utrecht, de grootste partij in de Utrechtse gemeenteraad, stelt fractievoorzitter Henk Westbroek kandidaat voor het burgemeesterschap van de stad.
- Het Nederlandse bedrijfsleven krijgt 150 miljoen gulden subsidie van het kabinet om in de Verenigde Staten te kunnen meedingen naar subcontracten voor de ontwikkeling en fabricage van een nieuw jachtvliegtuig.
- In een rapport van de British Medical Association (BMA) wordt gewaarschuwd tegen de snelle vorderingen in het genetisch onderzoek, die het "binnen vijf tot tien jaar" mogelijk zullen maken genetisch-biologische wapens te produceren die alleen dodelijk zijn voor specifieke etnische groeperingen.

### 22 januari
- Etnisch-Albanese rebellen kidnappen vijf bejaarde Servische burgers in het noorden van Kosovo. Daardoor laaien de spanningen in de provincie weer op.
- Raúl Salinas, de broer van de voormalige Mexicaanse president Carlos Salinas, wordt veroordeeld tot vijftig jaar celstraf. Hij zou een half miljard dollar smeergeld van de drugsmaffia hebben gekregen.
- ASM International, fabrikant van machines voor de chipindustrie, sluit zijn productievestiging in de VS. De productie wordt overgebracht naar Nederland, waardoor er bij de assemblagefabriek in Bilthoven vijftig arbeidsplaatsen bijkomen.
- Twee gewapende mannen maken bij een roofoverval op een Brits museum in York twintig schilderijen buit met een totale waarde van ruim drie miljoen gulden.

### 23 januari
- De 37-jarige Sifiso Nkabinde wordt geveld door een kogelregen als hij in zijn BMW boodschappen doet in het dorpje Richmond. De moord op een leider van de oppositiepartij UDM bedreigt de vrede in de Zuid-Afrikaanse provincie KwaZoeloe-Natal.

### 24 januari
- Nederland en België gaan samenwerken bij de uitzetting van uitgeprocedeerde asielzoekers die zich met geweld tegen hun verwijdering verzetten. Het plan is kleine zakenvliegtuigen te charteren waarmee ze naar hun eigen land worden teruggevlogen.
- Het dagelijks bestuur van het Internationaal Olympisch Comité royeert zes leden wegens het aannemen van steekpenningen.
- De Nederlandse shorttrackploeg wint vier medailles bij de Europese kampioenschappen in Oberstdorf.
- Een technicus van de Amerikaanse televisiezender NBC zendt per ongeluk het bericht uit dat honkballegende Joe DiMaggio is overleden.

### 25 januari
- Bij een aardbeving in het westen van Colombia, met een kracht van 6,0 op de schaal van Richter, komen meer dan duizend mensen om.
- Paus Johannes Paulus II reist van Mexico naar Saint Louis (Missouri, Verenigde Staten) voor een tweedaags bezoek.
- Het besluit van de Duitse bondskanselier Gerhard Schröder de antikernenergiewet uit te stellen, veroorzaakt een conflict in de coalitie tussen de Groenen en de sociaaldemocraten.

### 27 januari
- De parlementaire enquêtecommissie die de Bijlmerramp onderzoekt, begint aan de verhoren.
- De eerste Gedichtendag in Nederland en Vlaanderen wordt gehouden.

### 29 januari
- De internationale Contactgroep nodigt de strijdende partijen in Kosovo uit voor een vredesconferentie die op 6 februari begint.

### 30 januari
- De Indiase minister van Toerisme en Parlementaire Zaken, Madan Lal Khurana, treedt af in verband met het recente geweld tegen de christelijke minderheid.
- De Roemeense Claudia Stef verbetert in Boekarest het wereldrecord op de 3000 m snelwandelen tot 11.40,33.

### 31 januari
- Een ijzige wind uit Siberië leidt in Roemenië tot elf doden en tientallen gewonden, hoofdzakelijk als gevolg van verkeersongelukken. In Polen vriezen drie mensen dood.
- Irak verwerpt een oplossing die de VN-Veiligheidsraad een dag eerder heeft opgesteld om vooruitgang te boeken wat betreft de wapeninspecties en het embargo.[9]
- Tennisser Jevgeni Kafelnikov wint het mannenenkelspel bij de Australian Open.
- Zwemmer Pieter van den Hoogenband verbetert bij een internationaal gala in Ulster het Nederlands record op de 400 meter vrije slag.

## Overleden
<< · januari · februari · maart · april · mei · juni · juli · augustus · september · oktober · november · december · >>